# Барми грецької роботи

Всі 7 медальйонів «діадіми» на малюнку академіка Ф. Г. Солнцева, середина XIX ст.

Барми «грецької роботи» Олексія Михайловича, «діадіма» (рос. Бармы «греческой работы» Алексея Михайловича, «диадема») — одна з найкоштовніших царських регалій Росії, що зберігається у зібранні Збройової палати Московського кремля.
Барми — дорогоцінні прикраси, що надягались на плечі монарха — мабуть один з найдревніших з усіх традиційних давньоруських символів влади монарха[джерело?].

## Історія
Барми відомі з часів феодальної роздрібленості, що постала із розпадом Київської Русі. У Московії вони відомі з XIV ст. Після одруження Івана III із візантійською принцесою Зоєю Палеолог та впровадження абсолютизму, барми остаточно увійшли у склад коронаційних клейнодів государів Московських. Згідно з ідеологічним обґрунтуванням візантійської спадщини московських великих князів — «Сказанням про князів Владимирських», Костянтин IX Мономах надіслав на Русь дорогоцінні регалії — Шапку Мономаха, хрест золотий животворний, а серед інших речей також і барми.
Первісні так звані «Мономахові» барми не збереглися до нашого дня, і достеменно невідомо, як виглядала ця коштовна прикраса.
За часів Олексія Михайловича значна частина його коронаційних клейнодів була зроблена греками — мешканцями Стамбулу. У 1662 грецький купець і ювелір Іван Юрьєв привіз царю державу, а також барми витонченої роботи, що і зараз є прикрасою Збройової палати Московського кремля.

## Опис
Барми складаються із 7-ми дорогоцінних емальованих металевих медальйонів-запон, рясно прикрашених дорогоцінним камінням. На медальйонах зображені: на трьох великих:
- на передній круглій запоні — Богородиця з немовлям Ісусом і Євангелієм
- на правій круглій запоні — Святі Костянтин і Олена з Хрестом Господнім
- на лівій круглій запоні — чудо Святого Меркурія проти імператора Юліана Відступника

На чотирьох малих:
- співання псалмів царем Давідом
- створіння світу
- зображення царів, апостолів і праведників
- зішестя Святого Духу.

Як зазначають старовинні джерела Збройової палати, «діадіма» зроблена «против образца диадимы благочестиваго Греческаго Царя Константина». Пояснювальні надписи на запонах зроблені грецькою мовою.
В цілому всі 7 медальйонів «діадіми» містять 248 діамантів та 255 інших дорогоцінних каменів. По опису 1702 барми оцінені в 3917 карбованців.